# Кызыльская резня
Кызыльская резня произошла в июне 1933 года, когда уйгурские и киргизские бойцы Восточного Туркестана нарушили соглашение о ненападении и атаковали колонну отступающих из Яркенда солдат народностей хань и хуэйцзу, направляющихся в Кашгар.
Во главе туркестанских бойцов стояли Осман Али и Нур Ахмад. Было убито предположительно 800 китайцев и китайских мусульман; нападавшие не обращали внимания на этническую и религиозную принадлежность.